# Waldo de los Ríos
Waldo de los Ríos (7 september 1934 - 28 maart 1977) was een Argentijns pianist en componist.

## Biografie
De los Ríos werd geboren in Argentinië, waar hij aan het Conservatorium van Buenos Aires studeerde. In 1962 verhuisde hij naar Spanje. In Spanje leidde hij het Manuel de Falla Orchestra. Internationaal werd hij bekend met zijn bewerkingen van klassieke hits, die zelfs de hitlijsten bereikten. De bekendste daarvan was Mozart Symphony No. 40 in G Minor KV 550 (First Movement) allegro molto, dat werd uitgevoerd door het Manuel de Falla Orchestra. De los Ríos schreef ook de filmmuziek voor een dertigtal films. 
Hij overleed in 1977 door zelfmoord.

## Discografie
| Single met hitnotering(en) in de Vlaamse Ultratop 50                    | Datum van verschijnen | Datum van binnenkomst | Hoogste positie | Aantal weken | Opmerkingen                      |
| ----------------------------------------------------------------------- | --------------------- | --------------------- | --------------- | ------------ | -------------------------------- |
| Sucu Sucu                                                               | 1960                  | 01-11-1960            | 4               | 20           | als producer voor Alberto Cortez |
| A Song of Joy                                                           | 1970                  | 23-05-1970            | 27              | 2            | als producer voor Miguel Ríos    |
| Mozart Symphony No. 40 in G Minor KV 550 (First Movement) allegro molto | 1971                  | 10-04-1971            | 1               | 13           |                                  |

### NPO Radio 2 Top 2000
| Nummer met noteringen in de NPO Radio 2 Top 2000                        | '99  | '00  | '01  | '02  | '03  | '04-'05 | '06  |
| ----------------------------------------------------------------------- | ---- | ---- | ---- | ---- | ---- | ------- | ---- |
| Mozart Symphony No. 40 in G Minor KV 550 (First Movement) allegro molto | 1257 | 1279 | 1578 | 1759 | 1826 | -       | 1507 |

1. ↑  Een '-' betekent dat het nummer niet was genoteerd en een vetgedrukt getal geeft de hoogste notering aan.
2. ↑  Deze tabel is bijgewerkt tot en met de laatste editie (2024).

- Biblioteca Nacional de España: XX863133
- Bibliothèque nationale de France: cb13899025b (data)
- Gemeinsame Normdatei: 134498437
- International Standard Name Identifier: 0000 0000 7969 6258
- Library of Congress Control Number: no98047088
- MusicBrainz: e8c890bc-0bc2-4c27-ba4b-11e6ab01a24b
- Nationale bibliotheek van Australië: 63622804
- Nationale Bibliotheek van Israël: 987010831719205171
- Nederlandse Thesaurus van Auteursnamen: 07100419X
- Réseau des bibliothèques de Suisse occidentale: 02-A013627796
- Système universitaire de documentation: 244349452
- Virtual International Authority File: 2657578
- WorldCat: E39PBJjXmdybrXpmrpdrrTkkXd